# Tyreomma muscinum
Tyreomma muscinum är en tvåvingeart som beskrevs av Wulp 1896. Tyreomma muscinum ingår i släktet Tyreomma och familjen parasitflugor. Inga underarter finns listade i Catalogue of Life.